# Arjola Dedaj
Arjola Dedaj (Tirana, 26 novembre 1981) è un'atleta paralimpica italiana, campionessa mondiale paralimpica di salto in lungo nella categoria T11 nel 2017.

## Biografia
Nata in Albania con una retinite pigmentosa che la rende cieca, nel 1998, all'età di 17 anni, raggiunge le coste italiane a bordo di un gommone insieme al padre e al fratello, per potersi ricongiungere con la madre a Milano.
Il suo primo successo internazionale risale al 2014, quando ha conquistato due medaglie d'argento e un bronzo ai campionati europei paralimpici di Swansea. Dopo la partecipazione ai mondiali paralimpici del 2015 ha conquistato altre due medaglie di bronzo agli europei paralimpici di Grosseto 2016. Lo stesso ha partecipato ai Giochi paralimpici di Rio de Janeiro, dove è stata eliminata nelle batterie dei 100 e 200 metri piani e si è classificata sesta nel salto in lungo T11. 
Nel 2017, dopo aver conquistato la medaglia d'oro nel salto in lungo T11 ai mondiali paralimpici di Londra, è stata insignita dal CONI del collare d'oro al merito sportivo, la più importante onorificenza sportiva italiana.
Nel 2019 ha preso parte ai campionati del mondo paralimpici di Dubai, classificandosi undicesima, sesta e settima rispettivamente nei 100 m piani T11, nel salto in lungo T11 e nella Staffetta 4×100 metri universale.
Nel 2021 ha partecipato agli europei paralimpici di Bydgoszcz, dove ha conquistato la medaglia d'argento nei 100 m piani T11 e quella di bronzo nel salto in lungo T11.
Il suo atleta guida è Alessandro Galbiati. Il suo compagno, negli allenamenti e nella vita, è l'atleta paralimpico Emanuele Di Marino, dal quale nel 2018 ha avuto il figlio Leonardo.

## Record nazionali
- Salto in lungo T11: 4,75 m ( Parigi, 30 agosto 2024)
- 60 metri piani indoor T11: 8"41 ( Ancona, 26 marzo 2017)
- 200 metri piani indoor T11: 28"61 ( Migglingen, 24 gennaio 2015)
- Salto in lungo indoor T11: 4,60 m ( Padova, 26 marzo 2021)

## Palmarès
| Anno | Manifestazione       | Sede           | Evento               | Risultato | Prestazione | Note |
| ---- | -------------------- | -------------- | -------------------- | --------- | ----------- | ---- |
| 2014 | Europei paralimpici  | Swansea        | 100 m piani T11      | Bronzo    | 13"92       |      |
| 2014 | Europei paralimpici  | Swansea        | 200 m piani T11      | Argento   | 29"11       |      |
| 2014 | Europei paralimpici  | Swansea        | Salto in lungo T11   | Argento   | 4,10 m      |      |
| 2015 | Mondiali paralimpici | Doha           | 100 m piani T11      | Batteria  | 14"20       |      |
| 2015 | Mondiali paralimpici | Doha           | Salto in lungo T11   | 7ª        | 4,06 m      |      |
| 2016 | Europei paralimpici  | Grosseto       | 100 m piani T11      | 4ª        | 13"64       |      |
| 2016 | Europei paralimpici  | Grosseto       | 200 m piani T11      | Bronzo    | 28"39       |      |
| 2016 | Europei paralimpici  | Grosseto       | Sato in lungo T11    | Bronzo    | 4,25 m      |      |
| 2016 | Giochi paralimpici   | Rio de Janeiro | 100 m piani T11      | Batteria  | 13"43       |      |
| 2016 | Giochi paralimpici   | Rio de Janeiro | 200 m piani T11      | Batteria  | 27"69       |      |
| 2016 | Giochi paralimpici   | Rio de Janeiro | Salto in lungo T11   | 6ª        | 4,51 m      |      |
| 2017 | Mondiali paralimpici | Londra         | Salto in lungo T11   | Oro       | 4,65 m      |      |
| 2019 | Mondiali paralimpici | Dubai          | 100 m piani T11      | 11ª       | 13"40       |      |
| 2019 | Mondiali paralimpici | Dubai          | Salto in lungo T11   | 6ª        | 4,60 m      |      |
| 2019 | Mondiali paralimpici | Dubai          | Staffetta universale | 7ª        | 52"26       |      |
| 2021 | Europei paralimpici  | Bydgoszcz      | 100 m piani T11      | Argento   | 13"45       |      |
| 2021 | Europei paralimpici  | Bydgoszcz      | 200 m piani T11      | Finale    | dq          |      |
| 2021 | Europei paralimpici  | Bydgoszcz      | Salto in lungo T11   | Bronzo    | 4,49 m      |      |